# HSD17B7
HSD17B7 (англ. Hydroxysteroid 17-beta dehydrogenase 7) – білок, який кодується однойменним геном, розташованим у людей на короткому плечі 1-ї хромосоми.  Довжина поліпептидного ланцюга білка становить 341 амінокислот, а молекулярна маса — 38 206.
| 10         |  | 20         |  | 30         |  | 40         |  | 50         |
| ---------- |  | ---------- |  | ---------- |  | ---------- |  | ---------- |
| MRKVVLITGA |  | SSGIGLALCK |  | RLLAEDDELH |  | LCLACRNMSK |  | AEAVCAALLA |
| SHPTAEVTIV |  | QVDVSNLQSV |  | FRASKELKQR |  | FQRLDCIYLN |  | AGIMPNPQLN |
| IKALFFGLFS |  | RKVIHMFSTA |  | EGLLTQGDKI |  | TADGLQEVFE |  | TNVFGHFILI |
| RELEPLLCHS |  | DNPSQLIWTS |  | SRSARKSNFS |  | LEDFQHSKGK |  | EPYSSSKYAT |
| DLLSVALNRN |  | FNQQGLYSNV |  | ACPGTALTNL |  | TYGILPPFIW |  | TLLMPAILLL |
| RFFANAFTLT |  | PYNGTEALVW |  | LFHQKPESLN |  | PLIKYLSATT |  | GFGRNYIMTQ |
| KMDLDEDTAE |  | KFYQKLLELE |  | KHIRVTIQKT |  | DNQARLSGSC |  | L          |

A: Аланін

C: Цистеїн

D: Аспарагінова кислота

E: Глутамінова кислота

F: Фенілаланін

G: Гліцин

H: Гістидин

I: Ізолейцин

K: Лізин

L: Лейцин

M: Метіонін

N: Аспарагін

P: Пролін

Q: Глутамін

R: Аргінін

S: Серин

T: Треонін

V: Валін

W: Триптофан

Кодований геном білок за функцією належить до оксидоредуктаз. 
Задіяний у таких біологічних процесах як метаболізм ліпідів, біосинтез ліпідів, біосинтез стероїдів, альтернативний сплайсинг. 
Білок має сайт для зв'язування з НАД, НАДФ. 
Локалізований у клітинній мембрані, мембрані.